# Crocidura buettikoferi
Crocidura buettikoferi là một loài động vật có vú trong họ Chuột chù, bộ Soricomorpha. Loài này được Jentink mô tả năm 1888.

## Hình ảnh

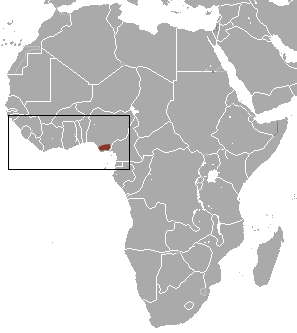